# Carabus granulatus
Il carabo granulato (Carabus granulatus Linnaeus, 1758) è un coleottero della famiglia Carabidae.
È molto diffuso in Europa e in Asia ed è stato introdotto in Nord America. Vive nei campi, nelle praterie e nelle foreste. Predilige vivere sui terreni umidi.

## Descrizione
È un coleottero scuro con marcature di colore che vanno dal bronzo al rame rosso, verde o nero. sullo scudo come una collana, colore da bronzo, rame rosso al verde o nero. Le rientranze verticali sullo scudo sono distintive. Si ciba di frutta e vermi, inoltre predano insetti nocivi come le dorifore. Le sue dimensioni sono comprese tra i 17 mm e i 23 mm.
I carabidi granulati spesso non hanno ali. A volte però, alcuni individui sono provvisti di ali posteriori che permettono loro di volare.

## Biologia
Predilige ambienti umidi, come paludi, stagni, laghetti, canali ecc. Si può anche osservare rintanato sotto la corteccia di alberi di frassino e salici. È reperibile da marzo a settembre.